# Franciszek Chmielewski (powstaniec styczniowy)

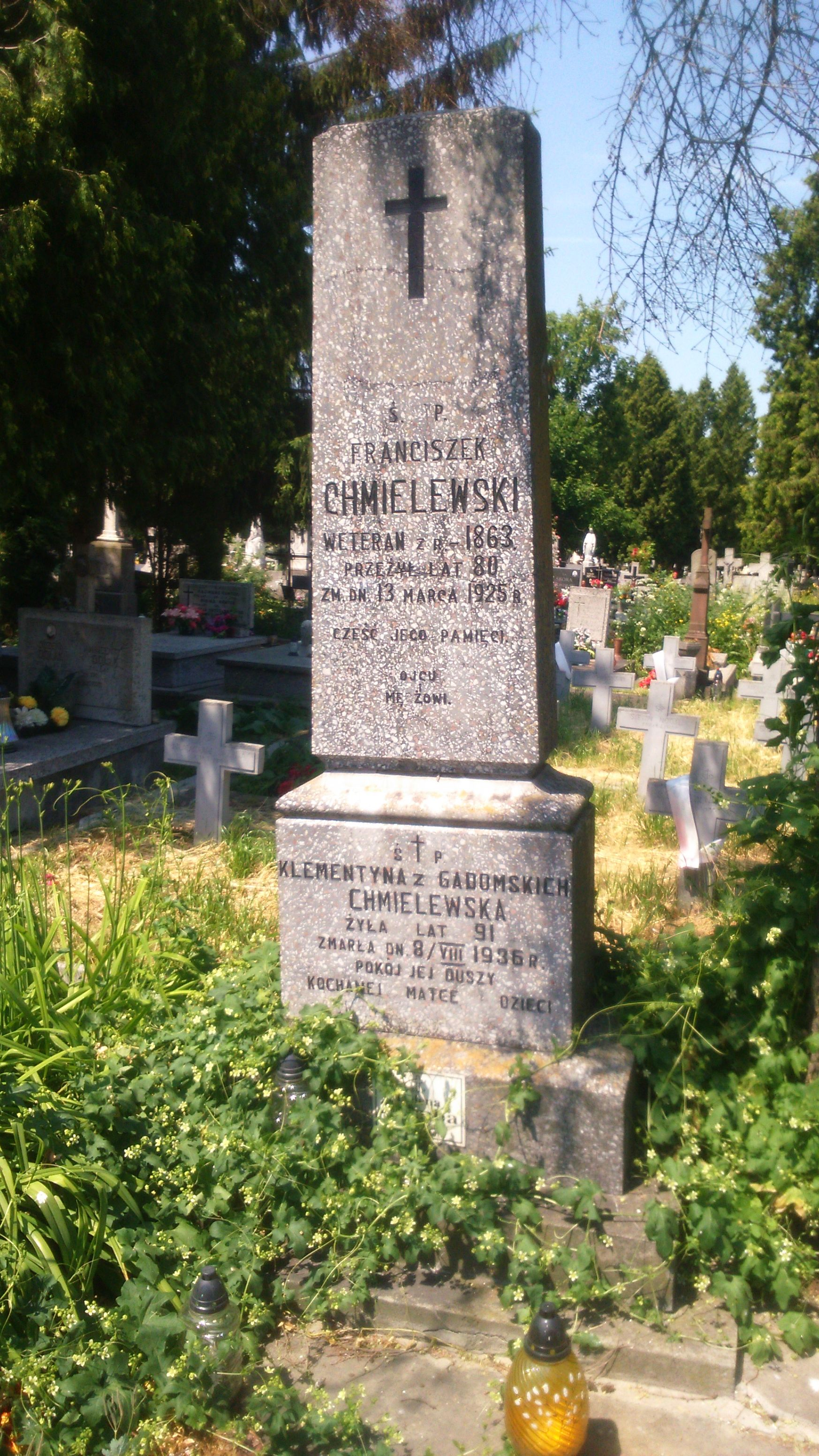
Grób Franciszka Chmielewskiego na cmentarzu przy ul. Lwowskiej w Chełmie

Franciszek Chmielewski (ur. 1841, zm. 13 marca 1925) – powstaniec styczniowy.
Wywodził się z rodu szlacheckiego, pieczętującego się herbem Wieniawa. Urodził się w majątku ziemskim położonym niedaleko Parczewa.
Podczas powstania styczniowego. Należał do partii generała Mariana Langiewicza. Po jej rozwiązaniu wszedł w skład innego oddziału. Brał udział w bitwie pod Sokołowem, Zaciszem, Kodniem oraz pod Łomazami. W starciach tych dwukrotnie odniósł rany. Po upadku powstania, zagrożony zsyłką na Sybir, wyjechał na kilka lat do Francji. Tam poznał i poślubił w 1868 Klementynę Gadomską. Miał z nią dwanaścioro dzieci. Po powrocie do kraju zamieszkał w Sawinie koło Chełma.
Pochowany na cmentarzu przy ul. Lwowskiej w Chełmie. Jego grób ulokowany jest w pobliżu kwatery żołnierzy poległych podczas wojny polsko-bolszewickiej 1920. Opatrzony jest kamiennym nagrobkiem z rosnącym tuż przy nim świerkiem. W II Rzeczypospolitej przy jego grobie podczas świąt narodowych i religijnych ustawiano żołnierskie warty honorowe.